# サクラメント級高速戦闘支援艦
サクラメント級高速戦闘支援艦（サクラメントきゅうこうそくせんとうしえんかん、英語: Sacramento-class fast combat support ship）は、アメリカ海軍の補給艦の艦級。空母戦闘群（現在の空母打撃群）が必要とする補給品を全て搭載しており、世界最大の補給艦であった。1964年より順次に4隻が就役したが、2005年までに全艦が退役し、運用を終了した。建造単価は7,000万ドル（2番艦）。基本計画番号はSCB196。

## 来歴
第二次世界大戦後のアメリカ海軍の作戦行動にとって、高速空母機動部隊は非常に重要であった。空母機動部隊は数ヶ月は作戦行動を継続することが求められるが、航空母艦自身が搭載できる航空燃料・弾薬のみでは数日程度の航空作戦しか展開することができない。従って、作戦海域に進入して強力な攻撃作戦を行ったのち、安全な海域まで後退して、次の攻撃作戦に備えて補給を行うという運用がなされるようになった。このような戦術は1945年に初めて導入されたものであり、爆撃機や高速戦闘艇・地対艦ミサイルなど沿岸防衛部隊の覆域の拡大とともに、安全のために機動部隊が後退するべき距離ははるかに長くなったとはいえ、現在でも用いられ続けている。
このように、空母機動部隊の作戦のために洋上補給は欠かせないものではあるが、一方で、洋上補給の作業中は航空母艦が非常に脆弱になるという問題もあった。この問題に対して、アメリカ海軍は、1隻の補給艦によって燃料と弾薬を同時に補給することで洋上補給の時間を最小化するという「ワン・ストップ補給」コンセプトを構想した。ドイツ海軍も似たような運用を構想して「ディットマールシェン」を建造しており、アメリカ海軍は同船を「カネッカー」として再就役させて試験を行ったのち、1952年には補給艦隊給油艦（Replenishment fleet tanker）として改装し、本格的な運用試験に入った。
同艦での経験を踏まえて、1955年までに海軍はワン・ストップ補給コンセプトを採択し、そのための補給艦として、高速戦闘支援艦 (Fast combat support ship) の開発に着手した。荒天下で空母機動部隊への洋上給油を行った際、アイオワ級戦艦のほうが専用の給油艦より優れていたという経験もあって、1957年8月、海軍作戦部長府（OpNav）は戦艦やアングルド・デッキ化されていない航空母艦の改修を検討し、艦船局（BuShips）はサウスダコタ級戦艦を俎上に載せたが、非効率的として棄却された。また1958年1月にはアイオワ級戦艦の改装が検討されたが、こちらも同様の観点から棄却された。
これらの検討を経て、結局は新造されることになり、1961年度予算より建造が開始された。これによって建造されたのが本級である。

## 設計
上記の経緯より、本級は、1隻で空母戦闘群（現在の空母打撃群）に必要な物件全てを賄えるものとされており、高速戦闘支援艦（AOE）という艦種の最初の艦級である。戦闘給糧艦（AFS）、給兵艦（AE）、給油艦（AO）など従来の補給艦は洋上補給グループを編成していたのに対し、AOEは普段は空母機動部隊に随伴して部隊内での洋上補給を行うとともに、洋上補給グループから液体（燃料、真水など）やドライカーゴ（食料、弾薬など）を受け取り、それを空母機動部隊に補給するというシャトルの役を果たす。
このように機動部隊に随伴することから、従来の補給艦よりはるかに大きく、強力な艦が必要とされた。アイオワ級と同等の航洋性能が求められたこともあって、船型はノースカロライナ級戦艦を参考にし、また弾薬庫を守るように燃料タンクを配置する工夫がなされた。また特に補給時の操船能力を高めるための操船機能に配慮した改正が加えられており、設計段階では、船尾部の設計とプロペラの配置の両方についての検討が重ねられた。また艦橋を前方に移動して視界を確保するとともに、補給ステーションやその操作要員の保護を図った。
1957年の機動役務会議では速力30ノットが要望されていたが、後に26ノットに妥協された。満載排水量50,000トンという大型艦でこのような高速を発揮させるため、1番艦と2番艦には、アイオワ級戦艦の6番艦「ケンタッキー」（BB-66）向けに製造されたものの、同艦の建造中止にともなって余剰となっていた蒸気タービン主機関が半分ずつ流用されている。

## 能力

### 補給機能

#### 洋上移送
補給ステーションはSTREAM（Standard Tensioned Replenishment Alongside Method）に対応しており、液体貨物用のものは6ヶ所（4ヶ所はホース2本、2ヶ所はホース1本）が設定されている。給油速度はポンプあたり毎分約11キロリットルであった。一方、ドライカーゴ用のものは7ヶ所（うち4ヶ所は重量級貨物に対応）が設定されていた。
洋上移送は基本的に両舷で行うことができるが、空母に対しては左舷のみの対応であった。
なお、2番艦は後に、新型洋上補給装置（standard Navy UNREP）の試験艦としても用いられた。

#### 物資格納
標準的な搭載内容は下記の通りとされていた。
- 貨油28,100キロリットル
- 弾薬2,150トン
- 冷凍糧食250トン
- その他ドライカーゴ250トン

#### 航空補給
艦尾に格納庫およびヘリコプター甲板を備えており、VERTREP補給も行うことができる。格納庫は3機分が設けられており、それぞれ、長さ14.3～15.85メートル×幅5.2～5.8メートル×高さ5.5～5.6メートルとされていた。ただし実際の搭載数は2機とされていたことも多かった。

### 自衛機能
艦隊に随伴する必要から、本級は比較的充実した武装を備えていた。当初はMk.56 砲射撃指揮装置2基と組み合わせてMk.33 3インチ連装速射砲4基を搭載していたが、1970年代にこれらは撤去され、かわってシースパロー個艦防空ミサイル・システムのためのMk.29 8連装ミサイル発射機1基とMk.91 ミサイル射撃指揮装置2基、ファランクスCIWS2基が搭載された。またAN/WLR-1電波探知装置もAN/SLQ-32に更新されたほか、3番艦ではTAS Mk.23低空警戒レーダーも搭載された。
なおAN/SQS-26ソナーの搭載も想定されていたが、実際の搭載は行われなかった。

## 同型艦
| #     | 艦名                        | 発注                 | 起工                 | 進水                 | 就役                 | 退役                 |
| ----- | --------------------------- | -------------------- | -------------------- | -------------------- | -------------------- | -------------------- |
| AOE-1 | サクラメント USS Sacramento | 1960年 8月8日        | 1961年 6月30日       | 1963年 9月14日       | 1964年 3月14日       | 2004年 10月1日       |
| AOE-2 | カムデン USS Camden         | 1963年 4月25日       | 1964年 2月17日       | 1965年 5月29日       | 1967年 4月1日        | 2005年 10月14日      |
| AOE-3 | シアトル USS Seattle        |                      | 1965年 10月1日       | 1968年 3月1日        | 1969年 4月5日        | 2005年 3月15日       |
| AOE-4 | デトロイト USS Detroit      | 1965年 11月29日      | 1966年 11月29日      | 1969年 6月21日       | 1970年 3月14日       | 2005年 2月17日       |
| AOE-5 | 未着手のまま建造中止        | 未着手のまま建造中止 | 未着手のまま建造中止 | 未着手のまま建造中止 | 未着手のまま建造中止 | 未着手のまま建造中止 |